# Hubert Marischka

Hubert Marischka (1910)

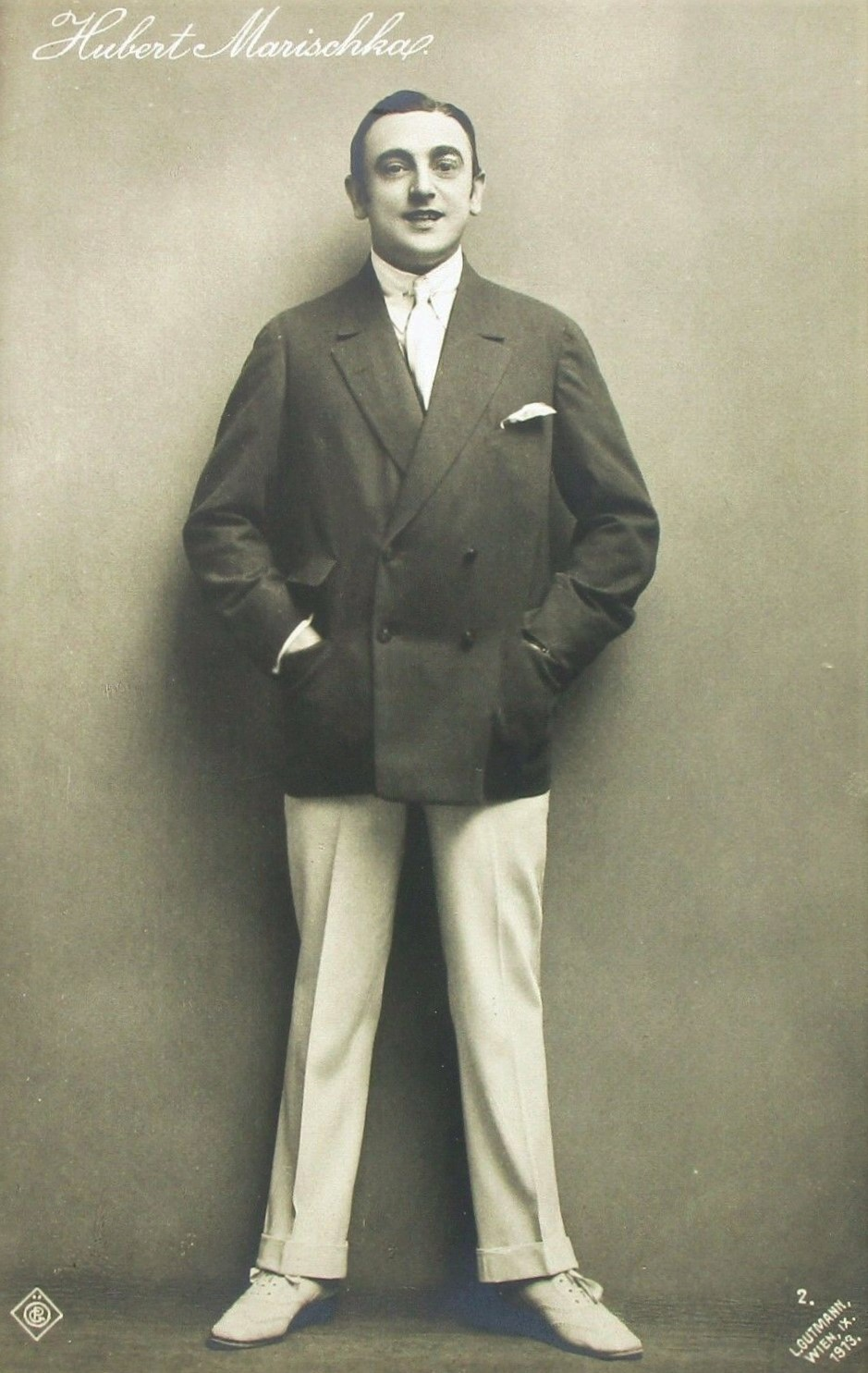
Hubert Marischka (1913). Foto von Ludwig Gutmann

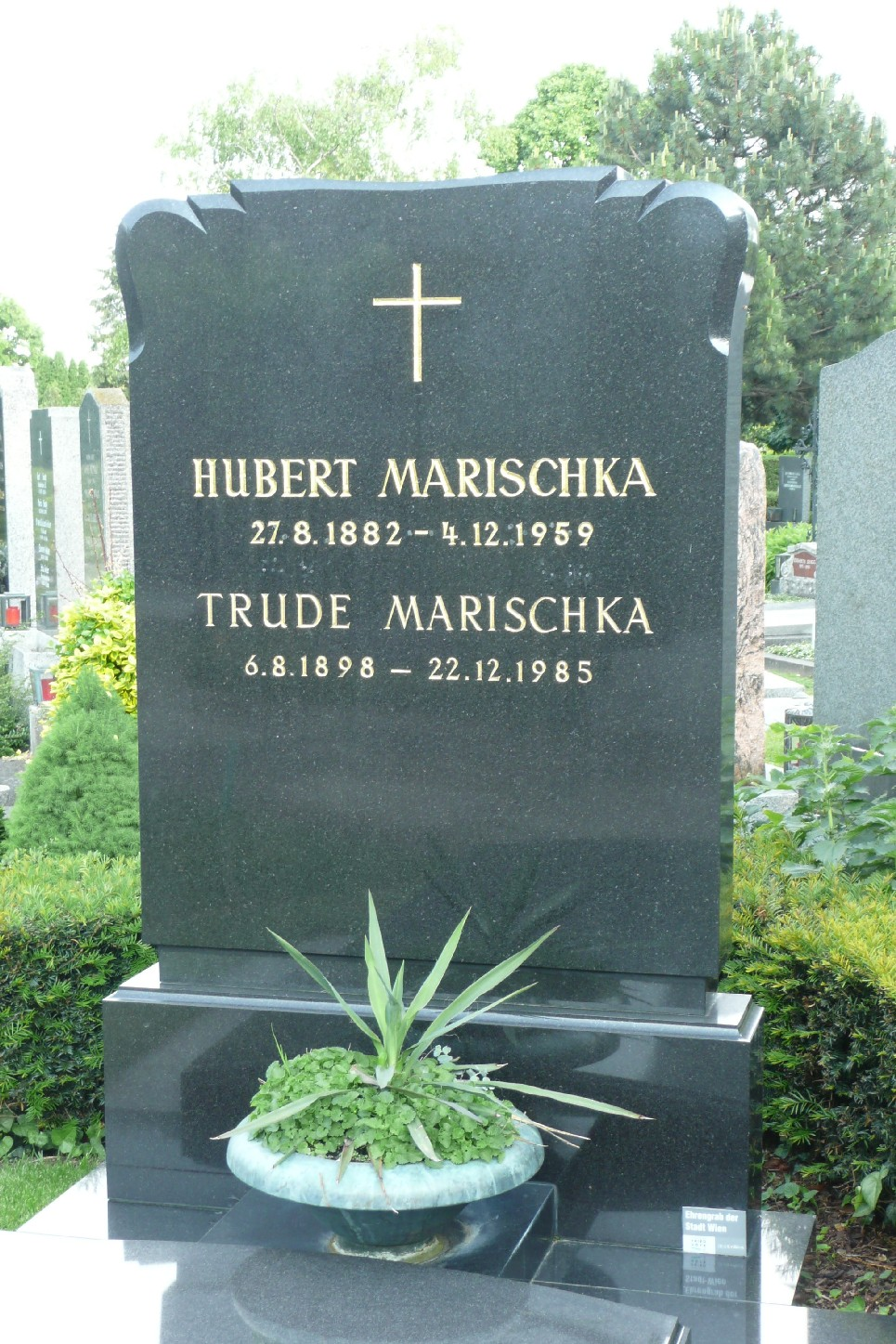
Grabstätte auf dem Friedhof in Hietzing

Hubert Marischka (* 27. August 1882 in Wien; † 4. Dezember 1959 in Wien) war ein österreichischer Schauspieler, Operettensänger (Tenor), Regisseur und Drehbuchautor.

## Leben
Der Sohn des k.u.k. Hoflieferanten (Berufszweig: Vergolder) Jiří (Johann) Marischka und dessen Ehefrau Berta war zunächst Tischler. Er ließ sich zum Sänger ausbilden und begann seine Karriere 1904 als Operettensänger am Stadttheater von St. Pölten in Der arme Jonathan von Karl Millöcker. Als Schauspieler war er zunächst in Brünn erfolgreich, so als Danilo 1906 in Die lustige Witwe. Am 27. Juli 1907 sang er bei der Uraufführung von Der fidele Bauer von Leo Fall in Mannheim. Am 23. Dezember 1908 trat er am Carltheater in Falls Die geschiedene Frau erstmals in Wien auf. Danach war er besonders am Theater an der Wien sehr erfolgreich. Später betätigte er sich dort auch als Regisseur, hauptsächlich bei Operettenaufführungen. 1923 stieg er zum Direktor des Theaters an der Wien auf. Am 28. Februar 1924 brachte er hier die Operette Gräfin Mariza zur Uraufführung. Ende der zwanziger Jahre sang er an der Wiener Staatsoper in Eine Nacht in Venedig.
Frühzeitig knüpfte er Kontakte zum neuen Medium Film. Hier wirkte er als Schauspieler, Regisseur und Drehbuchautor. Seine Filmwerke können häufig dem Genre des Wiener Films zugerechnet werden. Mit Hans Moser drehte er so bekannte Filme wie Wir bitten zum Tanz (1941) oder Der Herr Kanzleirat (1948). Marischka war zeitweise auch Direktor des Stadttheaters Wien und des Raimundtheaters, Leiter des Papageno-Musikverlages und im Fach Operette Professor an der Akademie für Musik und darstellende Kunst.
Im Jahr 1907 heiratete er Felicitas Anna „Lizzy“ Léon († 1918), die Tochter von Victor Léon. Mit ihr hatte er drei Kinder: die spätere Schauspielerin Lisl (1908–1945), Viktor (1915–1992) und den späteren Regisseur Franz (1918–2009). Nach Lizzys Tod heiratete Marischka die Tochter des Theaterdirektors Wilhelm Karczag, Lilian „Lilly“ Karczag und hatte mit ihr die Kinder Georg Marischka und Tassilo (* 1928). Nach der Scheidung war er während des Krieges kurz mit Juliane, seiner dritten Ehefrau, verheiratet. 1946 schloss er mit der Schauspielerin Trude Basch-Havel seine vierte Ehe.
Hubert Marischkas ehrenhalber gewidmetes Grab befindet sich auf dem Hietzinger Friedhof (Gruppe 66, Reihe 10, Nummer 1 A) in Wien.
Im Jahr 2009 wurde in Wien-Floridsdorf (21. Bezirk) die Marischkapromenade nach ihm und zweien seiner Brüder, Carl und Ernst, benannt. 
Sein Bruder war Ernst Marischka.

## Libretti
- 1947: Glück in Monte Carlo (Operette) gemeinsam mit Bruno Hardt-Warden, Musik: Ludwig Schmidseder
- 1948: Die Walzerkönigin (Operette), Musik: Ludwig Schmidseder
- 1949: Abschiedswalzer (Operette) gemeinsam mit Rudolf Österreicher, Musik: Ludwig Schmidseder

## Filmografie
- 1913: Die Feuerprobe (Schauspieler)
- 1913: Der Millionenonkel (Schauspieler, Co-Drehbuch, Co-Regie)
- 1914: Zwei Freunde (Schauspieler, Regie, Co-Drehbuch)
- 1915: Mit Herz und Hand fürs Vaterland (Schauspieler)
- 1915: Der Schusterprinz (Drehbuch)
- 1915: Das erste Weib (Regie, Schauspieler)
- 1916: Auf der Höhe (Schauspieler)
- 1917: Mir kommt keiner aus (Schauspieler)
- 1917: Um ein Weib (Schauspieler, Co-Regie)
- 1918: Wo die Lerche singt (Schauspieler, Co-Drehbuch)
- 1918: Der Tribut des Künstlers (Kurzfilm; Schauspieler)
- 1932: Gräfin Mariza (Schauspieler)
- 1935: Die ganze Welt dreht sich um Liebe (Drehbuch)
- 1936: Konfetti (Confetti)
- 1939: Drunter und drüber (Regie, Co-Drehbuch)
- 1939: Hochzeitsreise zu dritt (Regie, Co-Drehbuch)
- 1939: Das Glück wohnt nebenan (Regie, Co-Drehbuch)
- 1940: Herzensfreud – Herzensleid (Regie, Co-Drehbuch)
- 1940: Der ungetreue Eckehart
- 1941: Wir bitten zum Tanz (Regie)
- 1941: Oh diese Männer (Regie)
- 1941/49: Alles aus Liebe (Regie, Co-Drehbuch)
- 1942: Wiener Blut (Co-Drehbuch)
- 1943: Der Meisterdetektiv (Regie)
- 1943: Drei tolle Mädels (Regie)
- 1943: Ein Mann für meine Frau (Regie, Co-Drehbuch)
- 1943: Ein Walzer mit dir (Regie, Drehbuch)
- 1944/48: Ein Mann gehört ins Haus (Regie)
- 1947: Wiener Melodien (Co-Regie)
- 1948: Der Herr Kanzleirat (Regie, Drehbuch)
- 1950: Küssen ist keine Sünd’ (Regie, Co-Drehbuch)
- 1951: Kleiner Peter, große Sorgen (Stadtpark) (Regie, Co-Drehbuch)
- 1951: Der fidele Bauer (Co-Drehbuch)
- 1951: Die Csardasfürstin (Schauspieler)
- 1952: Knall und Fall als Hochstapler (Regie)
- 1952: Das Land des Lächelns (Co-Drehbuch)
- 1952: Du bist die Rose vom Wörthersee (Regie, Co-Drehbuch)
- 1954: Die Perle von Tokay (Regie, Co-Drehbuch)
- 1955: Laß die Sonne wieder scheinen (Regie)
- 1956: Liebe, Sommer und Musik (Regie, Co-Drehbuch)